# Cochlonema explicatum
Cochlonema explicatum är en svampart som beskrevs av Drechsler 1951. Cochlonema explicatum ingår i släktet Cochlonema och familjen Cochlonemataceae.   Inga underarter finns listade i Catalogue of Life.